# Нижнетавдинское сельское поселение
Нижнетавдинское се́льское поселе́ние — муниципальное образование в Нижнетавдинском районе Тюменской области Российской Федерации.
Административный центр — село Нижняя Тавда.

## История
Статус и границы сельского поселения установлены Законом Тюменской области от 5 ноября 2004 года № 263 «Об установлении границ муниципальных образований Тюменской области и наделении их статусом муниципального района, городского округа и сельского поселения».

## Население
| 2010  | 2011  | 2012  | 2013  | 2014  | 2015  | 2016  |
| ----- | ----- | ----- | ----- | ----- | ----- | ----- |
| 6948  | ↗6956 | ↗7119 | ↗7261 | ↗7401 | ↗7430 | ↘7358 |
| 2017  | 2018  | 2019  | 2020  | 2021  |       |       |
| ↘7276 | ↘7031 | ↘6996 | ↘6916 | ↗8399 |       |       |

## Состав сельского поселения
| № | Населённый пункт | Тип населённого пункта       | Население |
| - | ---------------- | ---------------------------- | --------- |
| 1 | Нижняя Тавда     | село, административный центр | ↗8316     |
| 2 | Черноярка        | село                         | ↘83       |